# 异色白点兰
异色白点兰（学名：Thrixspermum eximium），又名异色凤兰，为兰科白点兰属下的一个种。

## 扩展阅读
維基物種上的相關：异色白点兰